# Bothriochloa saccharoides
Bothriochloa saccharoides är en gräsart som först beskrevs av Olof Swartz, och fick sitt nu gällande namn av Per Axel Rydberg. Bothriochloa saccharoides ingår i släktet Bothriochloa och familjen gräs. Inga underarter finns listade i Catalogue of Life.